# Knut Nilsson (Gera)
Knut Nilsson (Gera), född på 1300-talet, död på 1400-talet, var en svensk häradshövding.

## Biografi
Knut Nilsson (Gera) nämns första gången 25 juli 1398. Han var från 1402 till 14 oktober 1429 häradshövding i Skärkinds härad.

### Egendom
Knut Nilsson ägde jord i Skärkinds härad, Göstrings härad och Hanekinds härad i Östergötland.

### Familj
Karl Knutsson gifte sig senast 25 juli 1398 med Birgitta Magnusdotter (levde 1447), dotter till Magnus Johansson (balk belagd med två avhuggna varghuvuden) och Petersdotter (tre balkvis ordnade rosor). De fick tillsammans barnen nunnan Elena Knutsdotter (levde 1427) i Askeby kloster, Niels Knutsson och riddaren och riksrådet Karl Knutsson (Gera).